# Святий Павло (Мікеланджело)
«Святи́й Павло́» (італ. San Paolo) — одна із чотирьох мармурових статуй, створених італійським скульптором і художником  Мікеланджело Буонарроті бл. 1501 —1504 рр., для вівтаря Пікколоміні Сієнського собору[а]. На думку Айнема, ця статуя — можливий автопортрет самого скульптора в молодості, тоді як Павло на фресці «Навернення Павла» — його портрет у старості.

## Історія створення
Договір на створення п'ятнадцяти статуй для прикрашення капели Пікколоміні у Сієнському собору Мікеланджело уклав із кардиналом Франческо Пікколоміні за декілька місяців до договору на «Давида». За умовами договору Мікеланджело мав вирізьбити статуї за три роки і отримати за це 500 дукатів. До 1504 року були готові чотири статуї вівтаря.
Лоуренс Дженкенс, професор Орлеанського університету, зазначив, що це було досить велике замовлення на той час, однак, воно не отримало достатньої уваги мистецтвознавців. Ні Вазарі, ні Кондіві не згадують про ці роботи Мікеланджело. Дженкенс вважає, що Мікеланджело сам міг ставитися до цих робіт як результатів юності та поспіху.  За Сімондзом, істориком культури, Мікеланджело можливо доробив статую «Святий Франциск» за П'єтро Торріджано, скільки ж його власного внеску було в інші 14 скульптур — складно сказати. Сімондз не вважає важливим досліджувати це питання, адже:
|  | (…) стиль робіт звичайний, а масштаб фігур неприємно присадкуватий і приземлений. Видається, що це майже неможливо, щоб ці духовні та нецікаві твори були створені в той самий час, що й Давид, і тією ж рукою Оригінальний текст (англ.) (…) the style of the work is conventional, and the scale of the figures disagreeably squat and dumpy. It seems almost impossible that these ecclesiastical and tame pieces should have been produced at the same time as the David and by the same hand |

## Опис

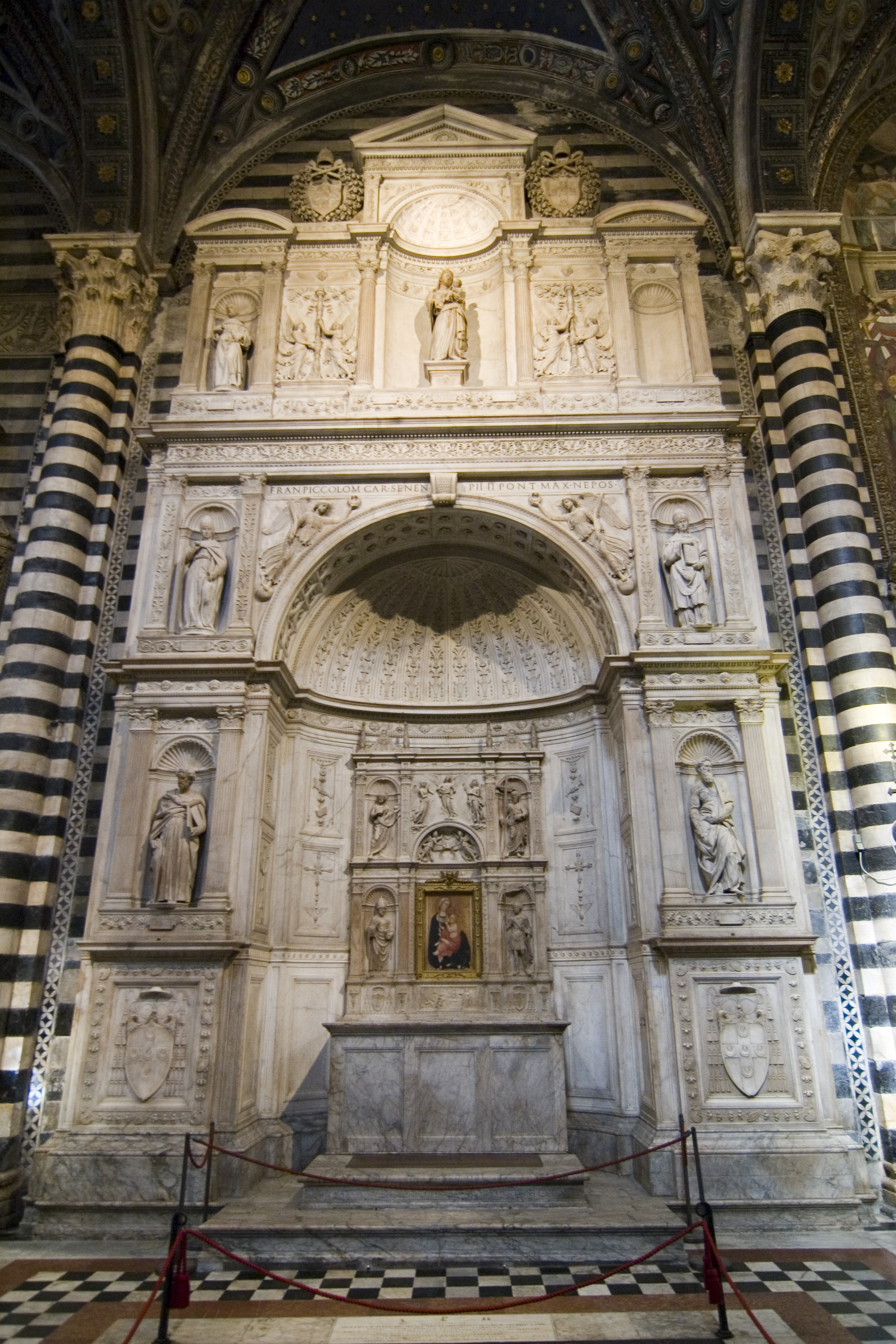
Вівтар Пікколоміні (Сієна)

Статуя зображає апостола Павла, права рука якого лежить вільно вздовж тіла, а ліва зігнута у лікті і притримує намотаний на неї одяг. Праве плече святого трохи опущене, а ліва нога виставлена вперед. Брови Павла нахмурені, так, наче він дивиться на сонце. В апостола кучеряве волосся і довга кучерява борода.
Вільям Воллес писав, що «експресіоністична поза і драпірування» статуї «Святого Павла» знайшли своє подальше продовження у скульптурі «Євангеліст Матвій».
Скульптура розташована на нижньому ярусі вівтаря, справа.

## Образ у мистецтві
Це замовлення побіжно згадується у біографічному романі Карела Шульца «Камінь і біль» (1943). У творі Ірвінґа Стоуна «Муки і радості» (1961) пише, що це мали бути «повністю одягнені фігури … розміщені у темних нішах, де вони будуть наче застиглі картини».

## Виноски
1. ↑  Einem, 1973, с. 183.
2. ↑  Роллан, 1992, с. 97.
3. 1 2 3 4  A. Lawrence Jenkens. Michelangelo, the Piccolomini and Cardinal Francesco's chapel in Siena Cathedral // The Burlington Magazine. — 2002. — Т. 144, вип. 1197 (грудень). — С. 752. (англ.)
4. ↑  Эрпель, 1990, с. 13.
5. ↑  Lawrence Jenkens (англ.) . finearts.uno.edu. Архів оригіналу за 22 липня 2013. Процитовано 24 червня 2012. [Архівовано 2010-06-09 у Wayback Machine.]
6. 1 2  Symonds, vol.1, 1925, с. 88.
7. ↑  Wallace, 2010, с. 19.
8. ↑  Шульц, 2006, с. 586 —587.
9. ↑  Irving Stone. The Agony and the Ecstasy (англ.) . www.scribd.com. с. 390. Архів оригіналу за 7 серпня 2012. Процитовано 24 червня 2012. (…)All the marbles have to be fully clothed; they must go into dark niches where they will be seen only as rigid still lifes. How can I tie up three whole years of my life filling Bregno's highly decorated altar with more decorations? [Архівовано 2013-05-01 у Wayback Machine.]

## Для подальшого читання
(праці наведено хронологічно)
- Friedrich Kriegbaum. Michelangelos Statuen am Piccolomini-Altar im Dom zu Siena // Jahrbuch der Preussischen Kunstsammlungen. — 1942. — Вип. 63. — С. 57 —78. (нім.)
- Wilhelm R. Valentiner. Michelangelo's Piccolomini Statuettes and the Madonna in  Bruges [1942] // Wilhelm R. Valentiner. Studies of Italian Renaissance Sculpture. — London, 1950. — С. 193 —223. (англ.)
- Enzo Carli. Michelangelo e Siena. — Roma : Editalia, 1964. — 97 с. (італ.)
- Harold R. Mancusi-Ungaro. Michelangelo: the Bruges Madonna and the Piccolomini altar. — London : New Haven and London, 1971. — 188 с. (англ.)